# Frank Reckzeh
Frank Reckzeh (* 25. März 1978) ist ein deutscher Handballspieler und -trainer.
Er spielte beim Oldenburger TB (Regionalliga Nord), HSV Insel Usedom (Regionalliga Nord-Ost), Stavenhagener SV von 1863 (MV-Liga) und beim SV Fortuna ’50 Neubrandenburg (Regionalliga Nord-Ost) und ab Oktober 2004 zwei Jahre beim Dessau-Roßlauer HV; von dort wechselte er zum SV 63 Brandenburg-West (Regionalliga Nord-Ost). Mit Dessau-Roßlau spielte Frank Reckzeh in der 2. Bundesliga.
Ab der Saison 2012/13 spielte Frank Reckzeh beim Verein SG Kühnau in der Verbandsliga. Mit der SG Kühnau schaffte er in der Saison 2013/14 den Aufstieg in die höchste Spielklasse des Landes und wurde 2014 Landespokalsieger. Im Sommer 2017 kehrte er zum MV-Ligisten SV Fortuna ’50 Neubrandenburg zurück. In der Saison 2017/18 wurde er Landesmeister und Landespokalsieger mit dem MV-Ligisten SV Fortuna 50 Neubrandenburg und kehrte nach der Saison zurück zur SG Kühnau.
Ab der Saison 2018/19 fungierte er als Co-Trainer der 1. Männermannschaft der SG Kühnau. In der Saison 2019/20 bildete er zusammen mit Torsten Rieprich das Trainergespann der 1. Männermannschaft, die in der Sachsen-Anhalt-Liga spielt. Seit der Saison 2024/25 ist er Trainer der TSG Calbe, welche ebenfalls in der Oberliga (ehemals Sachsen-Anhalt Liga) spielt.